# Шашава дружина: Поново у акцији
Шашава дружина: Поново у акцији (енгл. Looney Tunes: Back in Action) је амерички играни/цртани филм из 2003. године са Бренданом Фрејзером, Стивом Мартином и Тимоти Далтоном и ликовима из цртане серије Шашава дружина.

## Радња
„Шашава дружина: Поново у акцији“ почиње у Ворнер Брадерсу, где се филмске звезде Душко Дугоушко и Патак Дача састају са шефицом студија и озбиљном потпредседницом Кејт Хатон (Џена Елфман). Уморан од споредне улоге (увек иза Душка), Дача одлучује да заувек напусти студио. Кејт је наредила да уништи Патка Дачу и пронађе новог партнера за Душка. Она даје савет обезбеђењу компаније „Ворнер брадерс” – ди-џеју Дрејку (Брендан Фрејзер), да Дачу избаци из студија. Наравно, Дача не прихвата ову одлуку, прави проблеме беку, али се на крају њих двојица уједине. Ди-џеј открива да му је отац позната филмска звезда и међународни шпијун Дејмијан Дрејк (Тимоти Долтон), којег је отео лош господин Черман (Стив Мартин) из корпорације „Екме“. Заједно са Дачом креће у потрагу за моћним Плавим мајмуном и Церманом како би спасио свет од њихових злих намера. Њихова прва станица је Лас Вегас, где упознају шоу девојку Дасти Тејлс (Хедер Локлир), која ради у казину Симе Страхота. Она није само једна од Дамијанових љубавница, већ и тајни агент ЦИА. На свом путу, ДЈ и Дача пролазе кроз светла Париза, упознају блага Лувра и стижу до најдубљих џунгли Африке, где морају да ухвате Цермана. За петама су им Кејт и Душко Дугоушко, где морају да ухвате Чермана. 

## Улоге
| Глумац          | Улога                        |
| --------------- | ---------------------------- |
| Брендан Фрејзер | Демијан „Д. Ј.“ Дрејк, млађи |
| Џена Елфман     | Кејт Хјутон                  |
| Стив Мартин     | Господин председавајући      |
| Хедер Локлир    | Прашњави репови              |
| Џоан Кјузак     | Мајко                        |
| Тимоти Далтон   | Демијен Дрејк                |
| Бил Голдберг    | Боб Смит                     |
| Дон Стентон     | Г. Варнер                    |
| Ден Стентон     | Брат господина Варнера       |
| Метју Лилард    | самог себе                   |
| Џеф Гордон      | самог себе                   |
| Кевин Макарти   | др Мајлс Бенел               |
| Мајкл Џордан    | самог себе                   |
| Марк Лоренс     | Акме ВП                      |
| Рон Перлман     | Акме ВП                      |
| Роберт Пикардо  | Акме ВП                      |